# Lanto
Lanto med Örarna är en ö i Åland (Finland). Den ligger i Skärgårdshavet och i kommunen Kumlinge i landskapet Åland, i den sydvästra delen av landet. Ön ligger omkring 56 kilometer nordöst om Mariehamn och omkring 230 kilometer väster om Helsingfors.
Öns area är 2,09 kvadratkilometer och dess största längd är 3,6 kilometer i nord-sydlig riktning. Ön höjer sig omkring 20 meter över havsytan.

## Delöar och uddar
- Lanto 60°24′12″N 20°45′56″Ö / 60.40323°N 20.76547°Ö
- Stenkils näset 60°24′25″N 20°46′29″Ö / 60.40694°N 20.77468°Ö (udde)
- Örarna 60°23′52″N 20°45′55″Ö / 60.39789°N 20.76534°Ö
- Porsskärs ören 60°23′42″N 20°46′44″Ö / 60.39507°N 20.77877°Ö (udde)
- Rävklobb 60°23′05″N 20°47′01″Ö / 60.38473°N 20.78355°Ö (udde)
- Storhamns revet 60°24′36″N 20°46′17″Ö / 60.41007°N 20.77126°Ö (udde)
- Svartudden 60°24′32″N 20°45′32″Ö / 60.4088°N 20.75893°Ö (udde)
- Hälingsrevet 60°23′34″N 20°45′53″Ö / 60.39277°N 20.76482°Ö (udde)